# Публій Корнелій Долабелла (консул 283 року до н. е.)
Публій Корнелій Долабелла (лат. Publius Cornelius Dolabella Maximus) (близько 325 - після 280 рр. До н. е.) -  римський військовий і політичний діяч ,  консул  Римської республіки в  283 році до н. е.
Публій Корнелій Долабелла обраний консулом на 283 рік до н. е. з колегою  Гнеєм Доміцієм Кальвіном Максимом.
У  284 році до н. е. в  битві при Арретіумі римське військо під керівництвом консула (або міського претора)  Луція Цецилія Метелла Дентера було розбито  Сенонами, а римські посли були страчені.
Військові дії були продовжені в наступному, 283 році до н. е.; в  битві біля озера Вадімон ( зараз - невеликий болотистий ставок  в муніципалітеті Бассано-ін-Теверіна, Італія) Публій Корнелій Долабелла здобув перемогу над об'єднаним військом  етрусків,  самнітів і галльських племен  бойїв і сенонів, спустошивши при цьому землі сенонів.
Був удостоєний тріумфу, провів на ньому захопленого в полон вождя сенонів Брітомара         .
У  280 році до н. е. Публій Корнелій Долабелла, Гай Фабрицій і Квінт Емілій -  легати в складі посольства до царя Епіру Пірра, посланому для переговорів про обмін полоненими .